# Islote Lobos (Santa Cruz)
El Islote Lobos, también llamada islote de Lobos, islote de los Lobos o roca Lobo, es un pequeño islote marítimo dentro de la ría Deseado, en el Departamento Deseado, de la Provincia de Santa Cruz, Patagonia Argentina. Se halla en la bahía Concordia a 500 metros de la margen norte de la ría (muy cerca de la Caleta Tiburón) y a 400 metros de la margen sur. Se encuentra a 18 kilómetros en línea recta de la ciudad de Puerto Deseado. Esta isla representa el límite occidental de la bahía Concordia. La isla tiene un largo máximo de 40 metros en sentido este-oeste y una ancho máximo de 20 metros. 
En este islote rocoso existe un pequeño apostadero de cría de lobo marino de un pelo (Otaria flavescens), compuesto principalmente por machos juveniles. Dado que la topografía de la isla hace imposible el desembarco, es un islote utilizado para el avistaje de esta especie desde pequeñas embarcaciones turísticas